# Església parroquial de Sant Pere Màrtir de Costur
L'Església parroquial de Sant Pere Màrtir de Costur, a la comarca de l'Alcalatén, és un temple catòlic catalogat de forma genèrica Bé de Rellevància Local, amb codi 12.04.049-001, segons la Disposició Addicional Cinquena de la Llei 5/2007, de 9 de febrer, de la Generalitat Valenciana, de modificació de la Llei 4/1998, d'11 de juny, del Patrimoni Cultural Valencià (DOCV Núm. 5.449 / 13/02/2007).

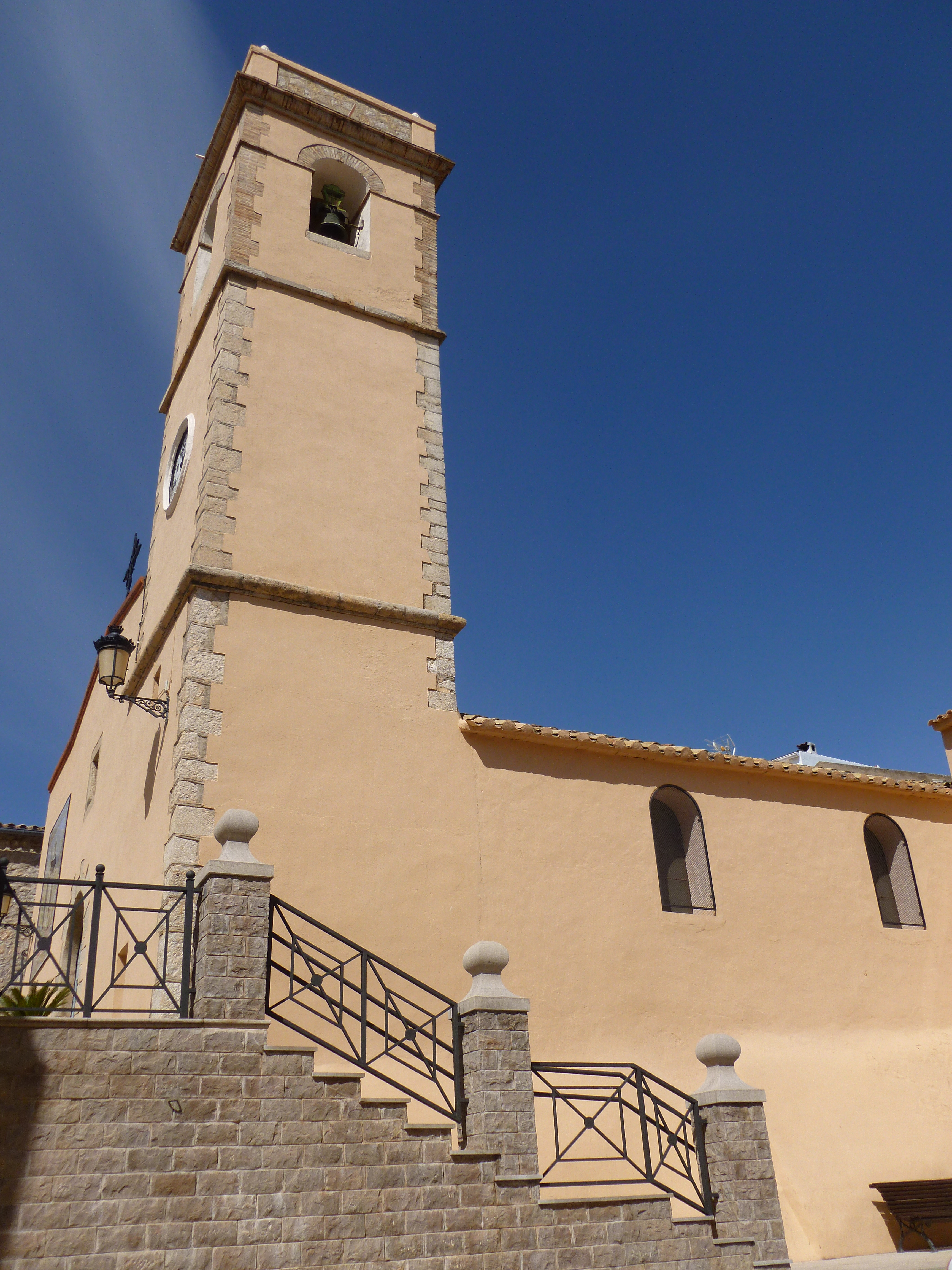
Detall del campanar

En un primer moment es va construir com a ermita, aconseguint l'any 1785 el seu estatus actual de parròquia, pertanyent a l'Arxiprestat número 14, conegut com de Sant Vicent Ferrer (de Llucena), de la Diòcesi de Sogorb-Castelló, sent la seva advocación Sant Pere Màrtir de Verona.
Es tracta d'un edifici de gran façana i dimensions reduïdes, amb planta de tres naus, sent la central d'una altura superior.
Respecte al seu interior, destaca per presentar una ornamentació escassa, destacant fonamentalment la pila baptismal, que data del romànic i que té el seu origen en l'ermita de San Salvador del Castell d'Alcalatén.